# Qinghe, Huai'an
Qinghe är ett stadsdistrikt och säte för stadsfullmäktige i Huai'ans stad på  prefekturnivå i Jiangsu-provinsen i östra Kina.